# بداق سلطان مکری
بداق سلطان یا بداغ سلطان فرزند شیر خان از نوادگان صارم بگ مکری است. وی یکی از سرداران صفویه و حکمران مهاباد در آن زمان بوده‌است
که به واسطه آثار ارزشمند تاریخی که از خود به جای گذاشته نام وی به درخشندگی خاصی نسبت به اسلاف و اخلاف خویش دارد.
بداغ سلطان از سال ۱۰۶۰ تا ۱۱۱۱ هجری قمری حکمران منطقهٔ عمومی مهاباد با وسعت زیادی بوده
وی نه تنها حکمران مهاباد بوده بلکه پهنهٔ حکمرانی او از دامنه کوه (قندیل) مرز ایران و عراق تا مراغه در آذربایجان شرقی و از آنجا تا ارومیه گسترش داشته و در دامنهٔ کوه ییلاقی قندیل مرتع و چراگاه و اغنام و احشام داشته است. 
بداق سلطان ابتدا درمیرآباد ساکن شد و سپس محل امروزی مهاباد را (که در آن زمان سابلاغ نامیده می‌شد) به عنوان مرکز قلمرو مکری انتخاب کرد.
در سال ۱۰۶۰ ه‍. ق، بداق سلطان با شاه عباس دوم صلح کرد و شهر مهاباد را که درگیرو دار جنگها مدتی متروک و مخروب مانده بود بار دیگر آباد ساخت،
بداق سلطان ابتدا مسجد جامع را در شهر بنا کرد که سنگ نبشته آن حاکی از اتمام ساختمان در سال ۱۰۸۹ ه‍.ق است.
قبل از مسجد جامع (مسجد سور)، پل بزرگی نیز موسوم به پل سرخ (پردی سور) در سال۱۰۸۴ بر رودخانه مهاباد احداث نموده بود، مسجد در حال حاضر جهت برگزاری مراسمات مذهبی از جمله نماز جمعه مورد بهره‌برداری قرارگرفته وپل به دلایل نامعلومی علیرغم عدم هیچگونه مزاحمتی، در زمان احداث سد مهاباد تخریب گردید.
از دیگر اقدامات ارزشمند وی احداث کتابخانه‌ای بزرگ است که آن را وقف دوستداران و شیفتگان علم و دانش کرد.
از جمله اقدامات دیگر او سد رودخانه ساوجبلاغ، قنات شهر، کاروانسراهای متعدّد، حمّام و … را می‌توان نام برد که بسیاری از آن‌ها از بین رفته‌است.
از دیگر آثار منسوب به دوره وی پل بداغ سلطان و بندهای لج و داره لک می‌باشد. کوخی کورته ک در روستای رفته (جاده مهاباد به سردشت) نیز از آثار منسوب به وی می‌باشد
بداق سلطان یا بداغ سلطان که نام وی در تاریخ اجتماعی منطقه همیشه به نیکی برده شده در زمان شاه سلیمان صفوی می‌زیسته‌است و بسیار مورد توجه و احترام او بوده و نزد مردم به علت خدماتی که به آن‌ها و خاک مکری انجام داده محبوبیت زیادی داشته‌است.
در زمان معاصر طایفه خانه بگی (آغلیان) از نوادگان بداق سلطان به ترتیب:بداق سلطان، موسی سلطان، خانه بگ هستند.
اسامی پسران بداق سلطان:
عبدالله بگ، سهراب خان، موسی سلطان، ایوب بگ، بهرام بگ، یحیی بگ
اسامی همسران بداق سلطان:
زلق خانم، زرین (زیرین) خانم، ایلخان خانم
اسامی دختران بداق سلطان:
نیلوفر، پریزاد، پیکر، گوهر، ماه جهان
گفته می‌شود بداق سلطان در سال ۱۱۱۲ در یکی از جنگ‌های صفوی (شاه سلطان حسین) در نزدیکی ایروان کشته شد. اما در هنگام خاکبرداری و نظارت بر بازسازی مقبره بداق سلطان تکه ای از لوح شکستهٔ با ذکر تاریخ سال ۱۱۱۱ هجری قمری یافته شده‌است که برخی با استناد به این سند مدعی اند که بداق سلطان این مرد نامی در سال ۱۱۱۱ هجری قمری رخت از جهان بربسته است.
جسد وی را به خاطر خدمات گرانبهایش به مهاباد آوردند و در آن‌جا دفن کردند و آرامگاه فعلی بداق سلطان مکری در مهاباد قرار دارد.